# Deutsche Skimeisterschaften 1911
Die Deutschen Skimeisterschaften für 1911 wurden am 28. und 29. Januar vom  Ski Club Ober- und Unterwiesenthal in Oberwiesenthal im Königreich Sachsen im Rahmen des 5. Hauptverbandswettlaufes des Deutschen Skiverbandes ausgetragen.
Den Titel des Deutschen Skimeisters pro 1911 im kombinierten Dauerlauf über 13 Kilometer mit Sprunglauf errang sich der Thüringer Karl Böhm-Hennes aus Lauscha.

## Kurze Geschichte
Der Deutsche Skiverband betraute mit seinem 5. Hauptverbandswettlauf, verbunden mit dem kombinierten Lauf um die deutsche Skimeisterschaft, den, dem Skiverband Sachsen angehörigen, am 1. Dezember 1906 gegründeten Ski Club Ober- und Unterwiesenthal.
Die Meisterschaften wurden traditionsgemäß international ausgeschrieben, weshalb sich auch wieder ausländische Sportler daran beteiligen und den Titel eines Deutschen Skimeisters erringen konnten. Gespannt war man auf das Abschneiden des aktuellen thüringischen Meisters Karl Böhm-Hennes und auf das Antreten der österreichischen Teilnehmer aus dem Riesengebirge sowie auf jenes des in Sachsen lebenden US-amerikanischen Bergsteigers und Skipioniers Oliver Perry-Smith, dem Vater des späteren Olympiateilnehmers Crosby Perry-Smith. Der Sieger erhielt als Preis den Goldenen Ski des Deutschen Skiverbandes, die Zweit- und Drittplatzierten Ehrenpreise und Diplome. Dem Sieger des internationalen Sprunglaufes kam zusätzlich der Königspreis des Königs von Sachsen zu.
Die Veranstaltung im sächsischen Teil des Erzgebirges hatte an den Meisterschaftstagen stark unter Nebel und Schneestürmen zu leiden.

## Kombinierter Lauf
| Platz | Sportler         | (Land), Verein, Ort            | Zeit        | Weite |
| ----- | ---------------- | ------------------------------ | ----------- | ----- |
| 1     | Karl Böhm-Hennes | WSV Ernstthal, Lauscha         | 1:27:52,0 h | ?     |
| 2     | Rudolf Hollmann  | WSV Spindelmühle, Spindelmühle | 1:43:16,0 h | ?     |
| 3     | ?                | ?                              | ?           | ?     |

Datum: 28. – 29. Januar 1911
Die Meisterschaft für Deutschland wurde im Kombinierten Lauf (Nordische Kombination) vergeben. Gewertet wurden der Skilanglauf über 13 Kilometer am 28. Januar und das Skispringen auf der Schönjungferngrund-Schanze am 29. Januar. Die beste Durchschnittsleistung erzielte Karl Böhm-Hennes aus Thüringen.
Auf den zweiten Platz kam der Österreicher Rudolf Hollmann mit dem jeweils dritten Rang im Skilaufen und Skispringen.
Anmerkung: Der Inhaber des dritten Ranges wurde in den vorhandenen Quellen nicht kommuniziert, er dürfte aber aufgrund seines Vorsprunges aus dem Skilanglauf aller Voraussicht nach dem US-Amerikaner Oliver Perry-Smith zugekommen sein.

## Einzel-Disziplinen

### Skilanglauf 13 km
| Platz | Sportler           | (Land), Verein, Ort                      | Zeit.       |
| ----- | ------------------ | ---------------------------------------- | ----------- |
| 1     | Karl Böhm-Hennes   | WSV Ernstthal, Lauscha                   | 1:33:55,0 h |
| 2     | Oliver Perry-Smith | SC Reifträger Schreiberhau, Philadelphia | 1:36,42,0 h |
| 3     | Rudolf Hollmann    | WSV Spindelmühle, Spindelmühle           | 1:43:16,0 h |

Datum: 28. Januar 1911
Der internationale Skilanglauf über 13 Kilometer, der als Teilwettbewerb zur deutschen Skimeisterschaft zählte, fand bei ungünstigen Witterungsbedingungen statt. Den Sieg holte sich mit drei Minuten Vorsprung Böhm-Hennes vor Perry-Smith und Hollmann.

### Skispringen
| Platz | Sportler             | (Land), Verein, Ort            | Weite. |
| ----- | -------------------- | ------------------------------ | ------ |
| 1     | Hans von der Planitz | Ski-Klub Chemnitz, Chemnitz    | 21,0 m |
| 2     | Walter Aigeltinger   | Sportsklubben Grane, Grane     | ?      |
| 3     | Rudolf Hollmann      | WSV Spindelmühle, Spindelmühle | ?      |

Datum: 29. Januar 1911
Skisprungschanze: Schönjungferngrund-Schanze.
Die Athleten hatten jeweils insgesamt drei Sprünge zu absolvieren, von denen der weiteste gestandene Sprung in die Wertung kam. Von entscheidender Bedeutung für die Gesamtwertung war neben der Weite auch die Haltung und Ausführung des Sprungs.
Der Sieger des internationalen Sprunglaufs erhielt den von Friedrich August III. gestifteten sächsischen Königspreis. Diesen, wie auch den Preis für den schönsten Sprung, sicherte sich Hans Edler von der Planitz, Leutnant im kaiserlichen Ulanenregiment in Chemnitz, der alle seine Sprünge stand. Die weiteren Plätze belegten der norwegische Skispringer und Fußballspieler Walter Aigeltinger und Rudi Hollman, der bereits bei den deutschen Meisterschaften 1907 in Schreiberhau den dritten Rang belegt hatte.
Der internationale Sprunglauf zählte wie der Skilanglauf über 13 Kilometer als Teilwettbewerb um den Titel des deutschen Skimeisters.